# Panjakent
Panjakent (în tadjică Панҷакент) este un oraș din Tadjikistan.